# Lomsjön (Gryts socken, Södermanland)
Lomsjön är en sjö i Gnesta kommun i Södermanland och ingår i Trosaåns huvudavrinningsområde. Lomsjön ligger i naturreservatet Lomsjöskogen och i Lomsjöskogen Natura 2000-område.